# Hemitomaspis caligata
Hemitomaspis caligata är en insektsart som först beskrevs av Jacobi 1908.  Hemitomaspis caligata ingår i släktet Hemitomaspis och familjen spottstritar. Inga underarter finns listade i Catalogue of Life.